# Frustration sexuelle
Ne doit pas être confondu avec Misère sexuelle.
Pour un article plus général, voir Frustration.
La frustration sexuelle, de manière générale, décrit le sentiment d'une personne qui ressent une insatisfaction sexuelle, sur un point spécifique ou dans un aspect global, à des degrés et des échelles de temps très variables.

## Causes
De très nombreuses causes d'empêchement des pulsions sexuelles et d'expression de la libido existent.
La frustration sexuelle peut par exemple faire suite à une virginité prolongée, à une inactivité sexuelle subie, à un contexte d'insatisfaction sexuelle, à une interruption lors d'une relation sexuelle, à l'attente du retour d'un partenaire éloigné.
La pulsion sexuelle peut aussi ne pas pouvoir s'exprimer à cause d'un médicament (notamment iatrogène), ou suite à une privation de liberté (notamment dans les contextes d'isolement social, spécifiquement par rapport aux personnes de sexe ou genre jugé attirant, ce qui est en particulier vrai des contextes non-mixtes pour les personnes hétérosexuelles, dans les contextes d'institutions éducatives et religieuses, ou encore du service militaire, dans l'équipage d'un navire au long cours, ou en prison, même si « beaucoup de détenus nient toute frustration sexuelle »), une hospitalisation ou mise en institution, un handicap physique ou autre chronique ou ponctuel, des problèmes de douleur chronique, un stress psychologique, etc. La frustration sexuelle et l'isolement social sont souvent liés à des facteurs de précarité économique et résidentielle.

## Conséquences
La frustration sexuelle est souvent associée à la solitude et source de stress, de dépression, d'anxiété voire d'agressivité et de violence (dirigées contre autrui et soi-même, automutilation, suicide). Elle peut également mener à des troubles sexuels (par exemple : masturbation excessive, addiction à la pornographie).
Le terme peut également décrire une excitation sexuelle frustrante en l'absence d'un orgasme.
Initialement, la théorie psychanalytique de Sigmund Freud estimait que le caractère pathogène de la frustration sexuelle était la source de la névrose d'angoisse (on parle maintenant d'anxiété généralisée ou de trouble panique). Selon Freud, la pulsion sexuelle ne pouvant disparaître ni se décharger, elle devient source d'angoisse.
La frustration sexuelle est notamment source d'une douleur morale, cause fréquente d'effets psychologiques ou physiologiques néfastes.
Elle peut mener à des troubles psychosomatiques et développer une irritabilité, une dépression qui rendent plus difficile la rencontre avec d’autres partenaires, ce qui entretient un cercle vicieux de frustration. Des actes violents peuvent également en résulter ou des comportements tels que la criminalité sexuelle (en tant que coupable, ou victime) dans les cas les plus graves.

## Enjeux
La non-frustration sexuelle ou la gestion d'épisodes d'une telle frustration sont des enjeux de qualité de vie individuelle et collective, de santé mentale et de santé sexuelle, et donc de l'accès au bonheur de vivre.
Wilhem Reich, ancien élève du psychanalyste Sigmund Freud, soutient que « lorsque les gens sont capables d'une expression sexuelle épanouie, ils subissent un changement de personnalité et commencent dès lors à apprécier tous les aspects de la vie. » Il s'accorde à dire que la frustration sexuelle paralyse l'exercice de la conscience sociale et que la répression sexuelle trouverait son fondement dans des problèmes d'ordre socio-économique.

## Tendances démographiques, historiques et géographiques

### Étude américaine (2000-2018)
Dans une étude menée auprès d'adultes américains de 2000 à 2018, l'activité sexuelle (avec autrui) a diminué chez les hommes et les femmes âgés de 18 à 24 ans et de 25 à 34 ans au cours de la période d'étude.
Chez les hommes, un revenu plus faible est associé à une plus faible activité sexuelle, tandis qu'un nombre plus élevé d'heures de travail est associé à une plus forte activité sexuelle, y compris chez les hommes travaillant plus de 40h par semaine. Ces associations ne se retrouvent pas chez les femmes. Le statut d'étudiant, homme ou femme, est associé à une plus faible activité sexuelle, tandis que l'usage de pornographie, le statut marital et la stabilité du partenaire, homme ou femme, est associé à une plus forte activité sexuelle.
| Groupe d'âge                         | Hommes (18–24 ans) | Femmes (18–24 ans) | Hommes (25–34 ans) | Femmes (25–34 ans) |
| ------------------------------------ | ------------------ | ------------------ | ------------------ | ------------------ |
| Aucune activité sexuelle (2000-2002) | 18.9%              | 15.1%              | 7.0%               | 7.0%               |
| Aucune activité sexuelle (2016-2018) | 30.9%              | 19.1%              | 14.1%              | 12.6%              |

## Cas particuliers

### Le sex-ratio
Dans certains pays, en Chine notamment, le sex-ratio des nouveau-nés est artificiellement modifié au profit d'une proportion anormalement basse de filles, et élevée de garçons, par les avortements sexo-sélectifs qui éliminent des fœtus féminins. Les hommes hétérosexuels de ces générations devenues adultes ont des difficultés particulières à trouver des partenaires.
Sur la planète, les femmes vivent généralement plus longtemps que leurs époux, ce qui est souvent pour elles, après la mort de ces derniers, une source de frustration et/ou d'inhibition sexuelles.

### Manque d'accès à la contraception
Le non-accès ou l'accès difficile à l'éducation à la sexualité, aux moyens de contraception et de planification des naissances peut conduire de nombreuses personnes (pauvres notamment) à constamment ou périodiquement réfréner leurs pulsions sexuelles, ce qui est source de frustration ; il en va de même pour la promotion du coït avec retrait.

### Contexte de guerre
Par exemple, à propos de la Première guerre mondiale, « Jean-Yves Le Naour insiste sur la frustration et la misère sexuelles des poilus, ainsi que sur l’ébranlement des rôles traditionnels qui conduit à l’incompréhension entre les sexes et au raidissement des stéréotypes masculin et féminin ».

### Contextes culturels et religieux
De nombreuses religions prescrivent des tabous et des interdictions de nature sexuelle, allant jusqu'à l'abstinence sexuelle (volontaire voire imposée). Certaines religions ou religiosités imposent à tout ou partie de leurs pratiquants ou de la population, parfois avec violence et par les armes, de fortes restrictions ou des orientations sexuelles et rôles genrés spécifiques. Ces contextes pèsent davantage sur la population féminine et excluent de nombreuses minorités sexuelles et de genre, voire les criminalisent, là où le pouvoir religieux se mêle aux pouvoirs politique et judiciaire.
Dans certaines communautés, des questions dites d'honneur familial et de réputation assignent les femmes, filles, sœurs à l'absence de sexualité avant le mariage, à résidence au domicile et/ou au port de vêtements les cachant plus ou moins dans l’espace public. Ce type de contexte est également une source de frustration sexuelle, pour les jeunes femmes notamment, mais aussi indirectement pour les jeunes hommes hétérosexuels de leur communauté, tandis que les orientations non hétéronormatives sont spécifiquement réprouvées.

### Mariage arrangé ou forcé
Le mariage arrangé ou forcé, dans un contexte civil, familial ou religieux (généralement patriarcal et de phallocratie), d'autant plus visant les personnes qui ne sont pas encore adultes, peut aussi être source de frustration sexuelle ; il en va de même dans les contextes d'interdiction ou de freins au divorce. La population féminine est alors plus généralement victime.

### Populations marginalisées
L'exclusion sociale par la pauvreté et l'isolement, en particulier pour les SDF, est un puissant facteur de frustration sexuelle. D'autres cas particuliers sont :

#### Les minorités sexuelles et de genre
Dans l'ensemble des sociétés, avec des variations, les individus sont fortement assignés – dès leur naissance, voire dès l'échographie prénatale, et généralement pour la vie – à un sexe, dès lors associé à un genre, et à chaque genre sont attribués des présupposés de rôles sexués et sexuels socialement prégnants et déterminants.
Cette assignation genrée liée au cissexisme peut plus ou moins correspondre ou non à l'identité de genre ressentie par l'individu, qui peut aussi se découvrir une orientation sexuelle correspondant ou non à ce qui est acceptable du point de vue hétéronormatif. Selon son identité de genre et son orientation sexuelle, il sera plus ou moins facilement inclus ou marginalisé dans la société.
Appartenir à une minorité sexuelle et de genre (LGBTQ : personnes lesbiennes, gaies, bisexuelles, trans et queer) semblerait accroître le risque d'exclusion de la vie sociale et rendrait l'épanouissement sexuel plus tardif et plus difficile. C'est une cause fréquente de frustration sexuelle[réf. nécessaire]. Le risque de frustration est encore accru si la personne présente d'autres facteurs de stigmatisation, de discrimination ou de rejet, par exemple des malformations, un handicap physique, mental et/ou autre, des caractères autistiques ou neurodivergents, et/ou une appartenance ou origine religieuse, culturelle ou ethnique marginalisée.

#### Les personnes vivant avec des troubles du spectre de l'autisme (TSA)
- Un premier constat est que les hommes sont plus souvent que les femmes touchés par les troubles du spectre de l'autisme (TSA), tout particulièrement pour le syndrome d'Asperger[15], et ceci peut-être même quand on tient compte du fait qu'être une femme ou un homme influence les probabilités d'être diagnostiqué autiste (les femmes semblant être sous-diagnostiquées). S'ils souhaitent partager des relations sexuelles avec des partenaires féminines également autistes, ce sex-ratio fait que ces hommes auront moins de chances d'en trouver. D'autre part, les personnes autistes et neurodivergentes pourraient être moins souvent exclusivement hétérosexuelles et cis.

- En outre, le risque de frustration sexuelle est très accru si le TSA est particulièrement handicapant. En effet, les familles et institutions ont longtemps cautionné l'idée fausse que les personnes qui ont des handicaps sévères sont asexuelles (phénomène d'« angélisation »)[16], ou sinon à risque de bestialité sexuelle[17]. De plus, en institution leurs droits à l'intimité et à la sexualité sont peu respectés, avec en outre un risque accru de violences sexuelles, tout comme c'est le cas de toutes les autres personnes avec des handicaps importants[18],[19].

Depuis que Robert Stoller a en 1964 formulé la notion d'identité de genre (« gender identity »), on distingue de plus en plus le genre de l'orientation sexuelle. Et depuis la fin des années 1990, parallèlement au études de genre, en particulier aux travaux sur la diversité sexuelle et de genre, sur l'identité de genre, sur le rôle de genre et plus généralement sur le genre dans les sciences sociales, un nombre croissant d'enquêtes et d'études scientifiques ont été dédiées à la question de l'autisme et de la neurodiversité au sein des différentes minorités de genre et de sexualité. Dans ce contexte, divers auteurs, intervenants et organisations militantes explorent la question des influences réciproques entre expérience vécue de l’autisme et influence du genre : existe-t-il, et si oui dans quelle mesure et avec quelles conséquences, des liens significatifs entre identité de genre, orientation sexuelle et autisme ? Les modèles théoriques disponibles (sociopsychologiques ou autres) expliquent-ils ces liens ? Quelle est l'expérience vécue par les personnes autistes qui s'identifient membres de la communauté LGBTQ et comment mieux la prendre en compte dans les démarches de reconnaissance et d'accompagnement des caractères autistiques ?
Ces travaux sont compliqués par les débats sur les conceptualisations sociopsychiatriques de l’autisme d'une part, et sur celles des minorités de genre et de sexualité d'autre part. Mais il ressort des revues d'études faites dans les années 2000-2010 que les identifications hors de l'hétérosexualité exclusive sont plus fréquentes chez les personnes neuroatypiques et qu'« il existe une plus grande prévalence des personnes des minorités de genre chez la population autiste qu’au sein de la population neurotypique et, réciproquement, une plus grande prévalence de l’autisme chez les populations trans et non binaires que chez les personnes cisgenres ». Ces relations entre autisme, identité de genre et orientation sexuelle sont actuellement des cooccurrences démontrées, et non des relations de causalité prouvées. Selon Laflamme et Chamberland, sur la base d'une revue de la littérature publiée en 2020, la quantification et la compréhension de ces liens (occurrences, causalité ?) nécessitent d'affiner la connaissance du sujet, qui est facilement confronté à des limites méthodologiques, mais aussi à des conceptions diverses et parfois réductrices de la diversité neurologique, sexuelle et de genre.
Ce constat laisse penser qu'il existe une aggravation des difficultés quotidiennes pour les personnes à la fois autistes et LGBTQ. Des recommandations émergent au sein de la littérature académique comme au sein de la littérature militante pour aider ces personnes souvent doublement stigmatisées, en promouvant et pratiquant par exemple une plus grande ouverture à la diversité sexuelle, à la pluralité des genres et à la neurodiversité dans l'éducation à la sexualité, la prévention des souffrances et abus, la création d'espaces sécuritaires...

### Chez les sportifs
Une idée, déjà présente dans la Grèce antique, est qu'une frustration sexuelle imposée ou auto-imposée avant une compétition (avant une bataille chez le soldat) rendrait le sportif (masculin) plus fort, plus agressif, plus concentré et donc potentiellement plus performant. Il est fréquent que des entraîneurs et/ou dirigeants sportifs interdisent les conjoints et conjointes en période de stages préparatoires ou avant et pendant des compétitions. Par exemple, pour la Coupe du monde de football 2006, les joueurs de l'équipe nationale costaricienne n'ont pas pu se déplacer avec leurs conjointes. Le Tour de France interdit aux conjointes d'accompagner les cyclistes.
Si l'acte sexuel peut effectivement engendrer une dépense énergétique (plus ou moins importante selon sa durée et son intensité), l'interdire avant la pratique sportive peut aussi être source d'une frustration délétère.

### Fétichisme sexuel
Les individus fétichistes peuvent également ressentir de la frustration sexuelle, car se sentant anormaux. Paradoxalement, l'inverse peut être vrai, et les deux phénomènes peuvent aller de pair, la frustration sexuelle pouvant souvent inconsciemment forcer un individu à développer une paraphilie. Le Manuel diagnostique et statistique des troubles mentaux (DSM-IV-TR) classifie les paraphilies comme « un moyen pour certaines personnes d'extérioriser leur énergie ou frustration sexuelle,. »